# توريدونخيمينو
بلدية توريدونخيمينو (بالإسبانية: Torredonjimeno) هي بلدية تقع في مقاطعة خاين التابعة لمنطقة أندلوسيا جنوب إسبانيا.

## الديموغرافيا
بلغ عدد سكان بلدية توريدونخيمينو 14.141 نسمة عام 2011 (وفقاً للمعهد الوطني للإحصاء الإسباني).
| 13.688 | 13.839 | 13.820 | 13.957 | 14.010 | 14.181 | 14.141 |

## توأمة
لتوريدونخيمينو اتفاقيات توأمة مع:
- فيتش

## أعلام
- فرنسيسكو خوسيه ألكاراز